# Muzeum Piekarstwa w Pleszewie
Muzeum Piekarstwa w Pleszewie – prywatne muzeum położone w Pleszewie. Placówka mieści się w dawnej piekarni, a jego właścicielami są Grażyna i Tomasz Vogt.
Piekarnia, w której mieści się muzeum, działała w latach 1913-2005. W 2005 roku produkcja została przeniesiona do Kowalewa, natomiast w miejscu dawnego zakładu we wrześniu 2006 roku uruchomiono muzeum. Na muzealną ekspozycję składają się piece, maszyny i urządzenia piekarnicze, stanowiące wyposażenie piekarni od momentu jej powstania. Ponadto w zbiorach znajdują się dokumenty cechowe (najstarsze z 1784 roku), protokólarze oraz pamiątki związane z rodziną Vogtów, parającą się piekarstwem od ponad 170 lat. Placówka prowadzi również działalność edukacyjną, organizując wykłady oraz warsztaty dla dzieci i dorosłych.
Muzeum jest obiektem całorocznym, jego zwiedzanie odbywa się po uzgodnieniu z właścicielami. Wstęp jest płatny.